# بانک زراعت
بانک زراعت (انگلیسی: Ziraat Bank) شرکت خدمات مالی و بانکداری ترک است، که در سال ۱۸۶۳ تأسیس شد و هم‌اکنون مالک شبکه‌ای از ۱۷۷۳ شعبه بانک می‌باشد.

## خوانش بیش‌تر
- Ziraat Bank Annual Report 2018 (PDF), Ziraat Bank, 2018, archived from the original (PDF) on 2020-04-21